# Rymanów
Rymanów je město v jihovýchodním Polsku v Podkarpatském vojvodství v okrese Krosno. Je sídlem stejnojmenné městsko-vesnické gminy. V roce 2024 zde žilo 3 545 obyvatel.

## Geografie
Rymanów se rozkládá na předhůří Beskyd v Nízkých Beskydech, asi 52 km jižně od Řešova. Rozloha města k 1. lednu 2011 byla 12,39 km². Městem protéká řeka Tabor (na dolním toku nese jména Morwawa či Morawa). V severní části města (Posada Dolna), se do ní vlévá říčka Raczta.
V okolí Rymanówa byla na přelomu let 2012 a 2013 vybudována větrná farma o výkonu 26 MW. Jejích 13 turbín stojí mezi obcemi Klimkówka, Ladzin, Wróblik Szlachecki a Wróblik Królewski. Stroje jsou typu REPOWER NM92 o výkonu 2,05 MW s výškou věže 100 m a délkou listu vrtule 45,2 m.

## Historie
První písemná zmínka o obci pochází z roku 1376 (Ladisslaulia), v roce 1768 je město psáno jako Reymanów.
Kníže Vladislav II. Opolský udělil městská práva podle práva magdeburského synovi Nikolase Reymanna, Mikołajovi v roce 1376.
V letech 1772 až 1914 patřilo město jako součást rakouské Haliče do okresu Sanok. Po objevu léčivých pramenů v 19. století se Rymanów stal lázeňským městem. Město bylo v roce 1914 obsazeno Ruskými carskými vojsky a částečně zničeno. Po skončení války bylo obnoveno. Situace se během druhé světové války opakovala.

## Gmina
Městsko-vesnická gmina, jíž je Rymanów centrem, má rozlohu 165,79 km². 54 % rozlohy je zemědělsky využíváno, 34 % rozlohy je zalesněno. Kromě města Rymanów do ní patří následující obce se starostenstvími (Sołectwo):
- Bałucianka
- Bzianka
- Deszno
- Głębokie
- Klimkówka
- Królik Polski
- Ladzin
- Łazy
- Milcza
- Posada Górna
- Puławy
- Sieniawa
- Wisłoczek
- Wróblik Królewski
- Wróblik Szlachecki
- Zmysłówka

Dalšími částmi jsou Rymanów Nr 1, Rymanów Nr 2 a Rymanów Zdrój.

## Osobnosti
- Robert Biedroń (* 1976) – občanský aktivista, bojovník za práva LGBT osob, publicista a politik, starosta města Słupsk
- Jacob Kalich (1891–1975) – herec
- Isidor Isaac Rabi (1898–1988) – fyzik, nositel Nobelovy ceny za fyziku (1944)